# أدريان فلانغن
أدريان فلانغن (بالإنجليزية: Adrian Flanagan)‏ هو مستكشف بريطاني، ولد في 1 أكتوبر 1960 في نيروبي في كينيا.